# Rhônel Sporting Club de Valenciennes
Il Rhônel Sporting Club de Valenciennes è una società cestistica avente sede a Valenciennes, in Francia.

## Storia
Fondata nel 1933 a Marly Rhônel Sporting Club Marly, dopo il trasferimento a Valenciennes assunse la denominazione attuale. Ha avuto il suo momento di massimo splendore negli anni 1940 e 1960 quando disputò 12 stagione nella massima serie.
Oggi gioca nelle serie dilettantistiche del campionato francese.